# Nullina nigritans
Nullina nigritans är en insektsart som beskrevs av Medler 1991. Nullina nigritans ingår i släktet Nullina och familjen Flatidae. Inga underarter finns listade i Catalogue of Life.